# Hornos
Hornos é um município da Espanha na província de Jaén, comunidade autónoma da Andaluzia, de área 118 km² com população de 657 habitantes (2005) e densidade populacional de 5,52 hab/km².

## Demografia
| Variação demográfica do município entre 1991 e 2004 | Variação demográfica do município entre 1991 e 2004 | Variação demográfica do município entre 1991 e 2004 | Variação demográfica do município entre 1991 e 2004 |
| --------------------------------------------------- | --------------------------------------------------- | --------------------------------------------------- | --------------------------------------------------- |
| 1991                                                | 1996                                                | 2001                                                | 2004                                                |
| 800                                                 | 761                                                 | 678                                                 | 649                                                 |